# فلاديمير بوكورني
فلاديمير بوكورني (بالتشيكية: Vladimír Pokorný)‏ هو لاعب كرة قدم تشيكي في مركز الهجوم، ولد في 30 أكتوبر 1980 في تشيكوسلوفاكيا. لعب مع سبارتا براغ وفيكتوريا زيزكوف ونادي هراتس كرالوفه ونادي يابلونتس.

## وصلات خارجية
- فلاديمير بوكورني على موقع قاعدة بيانات كرة القدم.إي يو (الإنجليزية)
- فلاديمير بوكورني على موقع Soccerway.com (الإنجليزية)
- فلاديمير بوكورني على موقع عالم كرة القدم.نت (الإنجليزية)